# Jimmy Bond
 (septembre 2016).
Si vous disposez d'ouvrages ou d'articles de référence ou si vous connaissez des sites web de qualité traitant du thème abordé ici, merci de compléter l'article en donnant les références utiles à sa vérifiabilité et en les liant à la section « Notes et références ».
Pour les articles homonymes, voir Bond et Jimmy Bond (contrebassiste).
Pour le personnage de série télévisée, voir The Lone Gunmen : Au cœur du complot#Synopsis.
Jimmy Bond (né André Champagne en 1943 à Montréal) est un auteur-compositeur-interprète québécois.

## Biographie
Jimmy Bond débute au milieu des années 1960 comme chanteur en faisant partie de quelques groupes, dont les Gold-Fingers. Doté d'une très belle voix soul, il continue sa carrière en solo vers 1969 et enregistre des titres comme Anyway on s'comprend pas et Je suis bien dans ma peau, puis se tourne rapidement vers une carrière en duo avec la chanteuse Nicole Martin, avec qui il a une série de grands succès en 1974 (Les cœurs n'ont pas de fenêtres, Laissez-nous notre rock'n roll, Quand on est deux, La chanson de notre amour, Je veux t'aimer toi, Nous sommes comme le rock'n roll et surtout On est fait pour vivre ensemble qui grimpe rapidement en première position des palmarès québécois).
Mais Nicole Martin préfère continuer sa carrière en solo et le duo se sépare après la production d'un seul album. Jimmy Bond continue cependant d'écrire pour Nicole Martin pendant quelques années (plus de la moitié des chansons de l'album Jimmy Jimmy par exemple, ou la chanson Tout tourne et tout bouge) puis il chante à nouveau seul (J'aime tout de toi, disque produit justement par Nicole Martin en 1976 sous étiquette des Disques Martin) avant de partir pour un séjour de quelques années en Californie.
Il revient en 1979 et reprend sa carrière de chanteur. Il endisque peu cependant, mais obtient tout de même un certain succès avec son album Spécialement pour vous (Pour moi, t'es jamais partie) en 1983. On le retrouve par la suite surtout dans les cabarets du Québec.
Jimmy Bond se fera acteur aussi, le temps d'un film en 1983. Sous la direction de Brigitte Sauriol, Jimmy interprète le rôle d'un musicien qui courtise l'actrice Marie Tifo dans le drame social Rien qu'un jeu. Il va signer aussi quelques chansons de la production qui met également en vedette les acteurs Raymond Cloutier et Lothaire Bluteau, et qui est entièrement tournée dans le village de Percé.
Bond se retire vers 1995 à cause de divers problèmes de santé.

## Discographie

### Simples
- 1966 : Lucky Golddigger, Don't cry, avec les Gold-Fingers.
- 1967 : Sur le bord des quais, Le ciel est gris, Hooka tooka, Que tu ne fais qu’un jeu.
- 1969 : Je suis bien dans ma peau, Anyway on s'comprend pas, Na Na Na, Hey Hey, dis-lui bonsoir, Un homme vrai.
- 1970 : Je ne pourrai jamais t'oublier, Regarde la terre, Soleil, Liberté.
- 1971 : J’aime vivre, Hots pants.
- 1972 : Jésahel, Vivre.
- 1973 : Jericho, L’avion supersonic, Où sont mes amis ?, Si on faisait l’amour, Nous sommes comme le rock'n roll en duo avec Nicole Martin.
- 1974 : Les cœurs n'ont pas de fenêtres, Laissez-nous notre rock'n roll, Quand on est deux, La chanson de notre amour, Je veux t'aimer toi, Qu'est-ce qu'on peut y faire ?, On est fait pour vivre ensemble, toutes en duo avec Nicole Martin.
- 1976 : J'aime tout de toi, Qu'est-ce qui t'arrive mon amour ?.
- 1978 : C'est fête en ville, I want to love you.
- 1980 : On peut tout recommencer, New way, Notre chanson.
- 1982 : Sale of broken hearts, All I can do is cry.
- 1983 : Pour moi, t'es jamais partie, Ne m'oublie pas, Avant de partir, Je reconnais mes torts, Spécialement pour vous.
- 1984 : Tu es entrée dans ma vie.
- 1985 : Partout je la vois.

### Albums
- 1974 : Les cœurs n'ont pas de fenêtres en duo avec Nicole Martin (Campus, C-69302).
- 1983 : Spécialement pour vous (Gamma, GS-263).
- 1989 : Doux, Doux (À ma sœur) (HX-PRO-BNR, 007).